# Tatueringen
Tatueringen (tyska: Tätowierung) är en tysk dramafilm från 1967 i regi av Johannes Schaaf.

## Rollista i urval
- Helga Anders - Gaby
- Christof Wackernagel - Benno
- Rosemarie Fendel - fru Lohmann
- Alexander May - herr Lohmann
- Tilo von Berlepsch - Lohmanns bror
- Heinz Meier - Sigi
- Wolfgang Schnell - Simon